# Fisksjön, Ångermanland
Fisksjön är en sjö i Sollefteå kommun i Ångermanland och ingår i Ångermanälvens huvudavrinningsområde. Sjön har en area på 0,21 kvadratkilometer och ligger 213 meter över havet. Sjön avvattnas av vattendraget Björkån.

## Delavrinningsområde
Fisksjön ingår i det delavrinningsområde (702706-157525) som SMHI kallar för Utloppet av Fisksjön. Medelhöjden är 288 meter över havet och ytan är 5,1 kvadratkilometer. Räknas de 8 avrinningsområdena uppströms in blir den ackumulerade arean 80,15 kvadratkilometer. Björkån som avvattnar avrinningsområdet har biflödesordning 2, vilket innebär att vattnet flödar genom totalt 2 vattendrag innan det når havet efter 52 kilometer. Avrinningsområdet består mestadels av skog (83 procent). Avrinningsområdet har 0,21 kvadratkilometer vattenytor vilket ger det en sjöprocent på 4,1 procent.